# 小行星4660
小行星4660也稱為海神星是一颗围绕太阳公转的小行星。1982年2月28日，美國女天文學家埃莉諾·赫琳在帕洛马山天文台发现了此天体。
雖然埃莉諾·赫琳有機會為這顆小行星命名，但她將命名權捐贈給美國行星學會，由該組織進行命名比賽。結果由美國太空總署承包商The MITRE Corporation 的一名僱員羅拔·卡特勒（Robert Cutler）獲勝，他以古希臘神話原始神海神涅柔斯（Nereus）的名字命名這顆小行星。
这颗小行星的绝对星等为18.35等。